# Opsius croaticus
Opsius croaticus är en insektsart som beskrevs av Bednarczyk och Gêbicki 1999. Opsius croaticus ingår i släktet Opsius och familjen dvärgstritar. Inga underarter finns listade i Catalogue of Life.